# العلاقات الصينية البوتانية
العلاقات الصينية البوتانية هي العلاقات الثنائية التي تجمع بين الصين وبوتان.

## مقارنة بين البلدين
هذه مقارنة عامة ومرجعية للدولتين:
| وجه المقارنة                                              | الصين                    | بوتان          |
| --------------------------------------------------------- | ------------------------ | -------------- |
| المساحة (كم2)                                             | 9.60 مليون               | 38.39 ألف      |
| عدد السكان (نسمة)                                         | 1.33 مليار               | 807.61 ألف     |
| الكثافة السكانية (ن./كم²)                                 | 138.54                   | 21.04          |
| العاصمة                                                   | بكين                     | تيمفو          |
| اللغة الرسمية                                             | اللغة الصينية القياسية   | لغة دزونكا     |
| العملة                                                    | رنمينبي                  | نغولترم بوتاني |
| الناتج المحلي الإجمالي (بليون دولار)                      | 12.24 تريليون            | 2.51 مليار     |
| الناتج المحلي الإجمالي (تعادل القوة الشرائية) بليون دولار | 19.82 تريليون            | 6.49 مليار     |
| الناتج المحلي الإجمالي الاسمي للفرد دولار أمريكي          | 8.03 ألف                 | 2.66 ألف       |
| الناتج المحلي الإجمالي للفرد دولار أمريكي                 | 13.21 ألف                | 7.82 ألف       |
| مؤشر التنمية البشرية                                      | 0.728                    | 0.605          |
| رمز المكالمات الدولي                                      | +86                      | +975           |
| رمز الإنترنت                                              | .cn، .中国 ‏، .中國 ‏      | .bt            |
| المنطقة الزمنية                                           | توقيت الصين، ت ع م+08:00 | ت ع م+06:00    |

## منظمات دولية مشتركة
يشترك البلدان في عضوية مجموعة من المنظمات الدولية، منها:
| علم المنظمة | اسم المنظمة                        | تاريخ انضمام الصين | تاريخ انضمام بوتان |
| ----------- | ---------------------------------- | ------------------ | ------------------ |
|             | وكالة ضمان الاستثمار متعدد الأطراف | 30 أبريل 1988      | 21 أكتوبر 2014     |
|             | منظمة الشرطة الجنائية الدولية      | ?                  | ?                  |
|             | منظمة حظر الأسلحة الكيميائية       | ?                  | ?                  |
|             | الأمم المتحدة                      | 25 أكتوبر 1971     | 21 سبتمبر 1971     |
|             | مؤسسة التمويل الدولية              | 15 يناير 1969      | 1 ديسمبر 2003      |
|             | يونسكو                             | 4 نوفمبر 1946      | 13 أبريل 1982      |
|             | مؤسسة التنمية الدولية              | 24 سبتمبر 1960     | 28 سبتمبر 1981     |
|             | بنك التنمية الآسيوي                | 1986               | 1982               |
|             | البنك الدولي للإنشاء والتعمير      | 27 ديسمبر 1945     | 28 سبتمبر 1981     |
|             | الاتحاد البريدي العالمي            | ?                  | ?                  |
|             | الاتحاد الدولي للاتصالات           | 1 سبتمبر 1920      | 15 سبتمبر 1988     |

## وصلات خارجية
- موقع وزارة الخارجية الصينية
- موقع وزارة الخارجية البوتانية